# Malatinský potok
Malatinský potok je potok na dolní Oravě, ve východní části okresu Dolný Kubín. Jde o pravostranný přítok Chlebnického potoka, měří 3,6 km a je tokem V. řádu.

## Pramen
Pramení v Oravské vrchovině na severním svahu Vrchů (927,4 m n. m.) v nadmořské výšce přibližně 810 m n. m., severovýchodně od obce Malatiná.

## Popis toku
Od pramene teče zprvu na severovýchod, následně vytváří oblouk prohnutý na východ, zleva přibírá přítok nejprve z oblasti Pod Bučkami, pak zprava přítok z jihozápadního svahu Ostrého vrchu (877,4 m n. m.) a opět levostranný přítok z oblasti Pod Bučkami. Dále pokračuje směrem na sever, z levé strany přibírá přítok z východního svahu Rakytinky (808 m n. m.) a stáčí se severovýchodním směrem. Zleva přibírá krátký přítok z oblasti Kapustisk, pak přítok z jižního svahu Ďavčovky (815,5 m n. m.), následně svůj nejvýznamnější přítok, Sakalov zprava a nakonec opět zleva přítok z jihovýchodního úpatí Ďavčovky. Dále protéká obcí Chlebnice a v blízkosti centra obce ústí v nadmořské výšce cca 579 m n. m. do Chlebnického potoka.

## Jiné názvy
- Malatinka
- Pod Mladou horou